# Диплодоните
„Диплодоните“ (на френски: Les Diplodos) е френско-японско-американски цветен анимационен сериал, създаден в периода 1987-1988 г. Сценаристи са Жан Шалопен и Брюно Бианши. Продуциран от Bandai Visual Co. Ltd, "C&D", телевизионния канал France 3 (FR 3) и Saban Entertainment Inc. Създадени са 26 епизода, всеки с продължителност 26 минути.
Анимето разказва за извънземни същества, наподобяващи динозаври. Те се приземяват на Земята, след като планетата им Дипло бива унищожена. Дипло всъщност е планета-близнак на Земята. С помощта на двете земни деца Жан и Пиер (Jeanne, Pierre) се опитват да предотвратят завземането на човечеството от Зорадианите (Zauradians), ръководени от Сантос.
Диплодоните използват и телепатия, за да комуникират. Освен това всеки един от тях има характерни способности, които дават и имената им- Диплоскоба, Диплоножица, Диплотиксо и тн. Като цяло тези извънземни същества искат по-скоро да се забавляват, от колкото да спасяват Земята.

## Заглавна песен
Заглавната песен е написана от Шуки Леви и Хайм Сабан. Изпълнява на френски от Клод Вало. Текстът е следният:
Di-plo-do
C'est très rigolo
C'est un genre étrange des êtres animaux
Ils habitent sur Diplou
La planète lumière
Di di di di diplodo o o o
Di di di di diplodo o o o
Di di di di diplodo o o o
Jeanne et Pierre
Enfants de la Terre
Vont sauver Diplou
En nous sauvant nous
Il faudra être plus fort
Que les Zoradians
Et battre les records
Contre les méchants
Di di di di diplodo o o o
Di di di di diplodo o o o
Di di di di diplodo o o o

## „Диплодоните“ в България
В България сериалът е излъчен в по Канал 1 в началото на 90-те години на миналия век с дублаж на български.